# Kandayyanapalya, Kollegal
Kandayyanapalya là một làng thuộc tehsil Kollegal, huyện Chamarajanagar, bang Karnataka, Ấn Độ.